# Fritz Hochwälder
Fritz Hochwälder, né le 28 mai 1911 à Vienne (Autriche) et mort le 20 octobre 1986  à Zurich (Suisse), est un dramaturge autrichien.

## Biographie
Après avoir émigré en Suisse en 1938, Fritz Hochwälder commence à écrire des pièces de théâtre pour gagner sa vie. Sa pièce la plus célèbre, Sur la terre comme au ciel (Das Heilige Experiment), écrite en 1942, a pour thème le problème de conscience des Jésuites que l'on oblige à quitter leur mission au Paraguay au XVIIe siècle. Ses pièces traitent principalement de problèmes sociaux, politiques ou religieux afin de délivrer des messages moraux.

## Œuvres principales
- Das Heilige Experiment, 1942 (Sur la terre comme au ciel, Traduction et adaptation française par Richard Thieberger [et Jean Mercure], 1952)
- Der offentliche Ankäger (L'accusateur public, Traduction française par Richard Thieberger, 1965)
- Donadieu (Traduction française par Richard Thieberger, 1954). Adapté en 1965 à la télévision : Donadieu réalisé par Stellio Lorenzi[1]
- Die Herberge (L'auberge, Traduction française par Richard Thieberger, 1954)
- Der Unschuldige (L'Innocent, 1958)
- Donnerstag (Jeudi, 1959)
- 1003 (1963)

## Récompenses et distinctions
- 1955 : Prix de la Ville de Vienne de littérature
- Grand Prix d'État autrichien de littérature